# No Through Road
No Through Road (alternativ einfach als NTR stilisiert) ist eine britische Webserie, die vom Filmemacher Steven Chamberlain geschrieben und inszeniert wurde und in dem er auch die Hauptrolle spielte. No Through Road gilt als grundlegendes Werk des analogen Horror-Genres und geht auf einen Kurzfilm aus dem Jahr 2009 zurück, der auf der urbanen Legende „Bunny Man“ basiert, ebenso auf dem übernatürlichen Horrorfilm The Blair Witch Project aus dem Jahr 1999 und auf dem psychologischen Horrorfilm The Strangers aus dem Jahr 2008 (aus dem wiederum „My First Lover“ von Gillian Welch stammt), der Mitte 2011 zu einer Serie erweitert wurde. 
Es handelt sich bei No Through Road angeblich um Filmmaterial, das in einer weggeworfenen Videokamera von vier Teenagern auf dem Weg nach Stevenage gefunden wurde, während sie in einer Zeitschleife gefangen sind und von einem maskierten Mann mit Hut verfolgt werden. Da die Besetzung und das Team in den frühen Tagen der Online-Videoplattformen zunächst nicht im Abspann aufgeführt waren, um die Illusion der Echtheit des Filmmaterials aufrechtzuerhalten, wurde die Serie bis Ende 2012 auf YouTube ausgestrahlt, verbreitete sich viral und wurde von der Kritik positiv aufgenommen.

## Zusammenfassung
No Through Road folgt Aufnahmen von mehreren siebzehnjährigen Jungen, die angeblich zehn Meilen von ihrer Heimatstadt entfernt tot in ihrem Auto aufgefunden wurden. In der Serie fahren die Jungs nach Stevenage, nachdem sie nachts eine Abkürzung über eine private „Durchfahrtsverbotsstraße“ bei der verlassenen Broomhall Farm genommen haben und während einer Rast am Straßenrand ein perfekt erhaltenes Kaninchen entdeckt haben, geraten sie unabsichtlich in eine Zeitschleife entlang zweier Verkehrsschilder, die eine Kreuzung zwischen Benington und Watton markieren, während sie von einem mysteriösen maskierten Mann mit Hut verfolgt werden.

## Episode
| Episode # | Titel             | Originalausstrahlungsdatum | Britische Zuschauer (Millionen) | Ref               |
| --- | ----------------- | -------------------------- | ------------------------------- | ----------------- |
| 1 | No Through Road   | 16. Januar 2009            | 2.62                            | [ 6 ] [ 7 ] [ 8 ] |
| Am 17. Dezember 2008 sollen vier siebzehnjährige Jungen tot in ihrem Auto auf einer verlassenen Farm, 10 Meilen von ihrer Heimatstadt entfernt, aufgefunden worden sein. Ein Jahr später wird auf YouTube ein Video hochgeladen, das unbearbeitete Aufnahmen einer Kamera eines der Jungen enthält, die ebenfalls in dem vom britischen Geheimdienst gestohlenen Auto gefunden wurde. |                   |                            |                                 |                   |
| 2 | No Through Road 2 | 25. Juni 2011              | 0.57                            | [ 9 ] [ 10 ]      |
| Hierbei handelt es sich um Aufnahmen vom ersten von zwei Bändern, die von der Polizei nach dem Vorfall beschafft und vom MI6 mit dem Codenamen „NTR2“ versehen wurden. Sie zeigen Steven, als er drei Jahre später auf die Titelstraße zurückkehrt. Ich kann nur hoffen, dass sie mich nicht erwischen, bevor ich das zweite Band bekomme.                                            |                   |                            |                                 |                   |
| 3 | No Through Road 3 | 16. April 2012             | 0.42                            | [ 10 ] [ 11 ]     |
| Dies ist der Anfang des beschädigten Bandes. Ich versuche, den Rest abzurufen. |                   |                            |                                 |                   |
| 4 | No Through Road 4 | 29. August 2012            | 0.40                            | [ 10 ] [ 12 ]     |
| Ich weiß nicht mehr, was ich denken soll. |                   |                            |                                 |                   |

## Entwicklung
Im November 2020 gab sich Steven Chamberlain öffentlich als Regisseur, Autor und Co-Star von No Through Road zu erkennen, wobei seine Besetzung und die Crew zunächst nicht im Abspann aufgeführt wurden, um die Illusion aufrechtzuerhalten, dass der ursprüngliche Kurzfilm von 2009 und die Fortsetzung der Webserie von 2011 bis 2012 legitimes Found Footage seien, wobei nur ein weiterer Darsteller Oliver genannt wird (der den Fahrer des Autos „Ollie“ und Hauptdarsteller des Films darstellt), wobei die Charaktere als fiktive Versionen ihrer selbst dienen (à la The Blair Witch Project). Nachdem Chamberlain den Originalfilm als „einen Spaß mit einer Gruppe von Freunden gedreht hatte, als sie alle etwa 17 oder 18 Jahre alt waren, [bevor] er merkte, dass das Endergebnis tatsächlich ziemlich beeindruckend war“, nutzte Chamberlain dies, um sich eine Stelle im Filmprogramm der University of Westminster zu sichern, und bezeichnete es als „einen ziemlich klaren Weg zurück zu ‚No Through Road‘ im Hinblick auf den Erfolg, den ich derzeit [in meiner Karriere] habe“.
Die Inspiration für den Originalfilm kam Chamberlain Ende 2008, als er mit seinen Freunden im Peugeot Quiksilver eines anderen auf „nächtlichen Fahrten“ durch die Landschaft von Stevenage unternahm. Er wurde zu dem Film inspiriert, nachdem die Freundesgruppe außerhalb von Broomhall Farm auf eine „relativ bekannte“ Sackgasse gestoßen war, bemerkte deren „Gruseligkeit“ und schlug seinen Freunden verschiedene „spontane“ Ideen vor, einschließlich „dieses Schild, das in Richtung Benington führt. Was ist, wenn wir ihm nicht entkommen können? Wie würden [wir] alle reagieren, wenn sie das Schild einmal passieren würden? Zweimal? Dreimal? Und ich würde einfach auf Aufnahme drücken, wir würden wieder daran vorbeifahren, und das würde man im Film sehen.“ Chamberlain improvisierte den größten Teil des Films und beschrieb den „Mangel an Struktur, kombiniert mit der Tatsache, dass keiner seiner Freunde im wahrsten Sinne des Wortes Schauspieler war“, was den Film so „glaubwürdig“ machte, und beschrieb ihn als „eine Art Blitz in einer Flasche – weil wir nicht vorhatten, es zu [machen], es hat diese Authentizität“, den Film gemeinsam zu schneiden und auf YouTube hochzuladen (mit einem musikalischen Riff von Gillian Welchs „My First Lover“, gesampelt von „The Strangers“ am Ende) in den folgenden Wochen.
Chamberlain beschrieb das Blair Witch Project als die „unvermeidliche Inspirationsquelle“ hinter „No Through Road“ (obwohl es keine direkte Inspiration war) und führte aus, dass es „mit dem, was es tat, locker genug gespielt habe, um nicht in die Falle einer übermäßig strukturierten Erzählung zu tappen [und] völlig und absolut natürlich rüberzukommen“. Kein Wunder, dass einer der Hauptsuchbegriffe, nach denen ich im Laufe der Jahre Leute gefragt habe, nicht nur „No Through Road“ ist, sondern „Ist No Through Road echt?“, und dass, während der Großteil des Originalvideos „No Through Road“ in dieser einen Nacht gedreht wurde, das Ende – „der Moment, in dem die maskierte Gestalt vor dem Tunnel erscheint, beleuchtet von den wiederhergestellten Schlagzeilen des Autos“ – einige Wochen später als Pickup gefilmt wurde, wobei Chamberlain sowohl die maskierte Figur als auch sich selbst spielt, einen Trenchcoat, einen Cowboyhut und eine Drama-Maske trägt und ein wenig „Trick-Schnitt“ einsetzt, um es ihm zu ermöglichen, als zwei verschiedene Charaktere gleichzeitig auf der Leinwand zu erscheinen Zeit.
Während die Entwicklung einer Webserien-Fortsetzung als „Einzelstück – eine in sich geschlossene Einheit, die als eigenständiges Stück Found-Footage-Storytelling stand“ gedacht war, begann sie während Chamberlains Studienjahren und besetzte einen anderen Freund, Dave, als ihn selbst, „die Kamera während [der meisten] der drei Folgeaufnahmen bedienend“. Im Gegensatz zum Originalfilm verbrachte Chamberlain mehrere Brainstorming-Sitzungen damit, eine Richtung für die Folgefilme zu entwickeln, indem er „viele Abende damit verbringt, Bier zu trinken und Ideen aufzuschreiben und sich zu fragen: Nein, das ist zu kompliziert. Wie können wir das nur so kompliziert machen, dass die Leute es vielleicht verstehen, und es wäre befriedigend, würde aber nicht alle Fragen beantworten“, bevor man sich auf eine Zeitschleife als primäres Konzept einlässt, die zu dem „Teppich-Zieh- und Bauch-Fall-Moment [in No Through Road 4] führt, in dem einem klar wird, dass das Auto, das aufgetaucht ist, in der Vergangenheit liegt.“ Während der Dreharbeiten zum zweiten Teil entschied sich Chamberlain für ein langsameres Tempo, immer noch „weitgehend improvisiert [aber] viel zurückhaltender und hatte einen etwas anderen Ton […], da wir sahen, wie real wir das Gefühl vermitteln könnten und wie langsam das Tempo wäre, wenn Sie nicht vorhatten, einen Film zu machen“, wobei er sich dies als eine Möglichkeit vorstellte, dem Film „immer noch ein authentisches und schäbiges Gefühl“ zu verleihen, während das dritte und das vierte Video gemeinsam als Einheit entwickelt wurden, dienten die drei Nachfolger als „im Grunde eine Fortsetzung[…], die als eigenständige Sache geplant waren, zum Beispiel, ob wir ['No Through Road 1'] gerecht werden können, wie sollen wir das schaffen?“ Zu den Fan-Theorien, die sich aus der Serie und ihrer Bedeutung ergaben, beschrieb Chamberlain „das Nichtwissen“ als den Grund, warum die Serie so langlebig war, und nannte David Lynch und The Blair Witch Project als eine seiner wichtigsten filmischen Inspirationen für die Darstellung „des Dings, das man nicht sieht“ und meinte: „Wenn es irgendeinen Grund für die Langlebigkeit von ‚No Through Road‘ gibt, dann, weil ich diesen einen Punkt ziemlich gut berücksichtigt habe.“
In einem separaten Interview im März 2022 erfuhr ich von der retrospektiven Analyse der Serie als grundlegendem Werk des analogen Horror-Genres (das sich in den 2010er-Jahren durchsetzte, wobei „No Through Road“ als Inspiration für Werke wie „The Backrooms“ von Kane Pixels genannt wurde), erläuterte Chamberlain, dass die Filme mit einer MiniDV gedreht wurden, hauptsächlich aus dem Wunsch heraus, es im Alter von 17 Jahren „auszuprobieren“, wobei die Besetzung betrunken war, während ich das Original drehte, und dass es während der Darstellung der maskierten Figur der Serie „einige haarsträubende Momente gab, in denen ich hüpfen und mich in den Hecken verstecken musste, damit ich nicht von der Polizei verhaftet wurde, weil ich wegen seiner Kleidung Leute, die gerade nach Hause fahren wollten, zu Tode erschreckt habe.“ Bei der Entwicklung der Fortsetzung der Webserie verriet Chamberlain weiter, dass das Zeitschleifenkonzept von der Doctor Who-Episode „Time“ inspiriert worden sei, die damals gerade erst herauskam, „durch Zufall die inhärente Tragödie von Menschen, die man gerne hat, in einem schrecklichen Szenario festhält, während man mit der Angst spricht, die wir alle haben“ und zum Schluss: „Ich bin froh, dass „No Through Road“ die Leute auch nach so vielen Jahren immer noch zu Tode erschreckt.“

## Rezeption
Die kritische Aufnahme von „No Through Road“ war durchweg positiv. Bei der Erstveröffentlichung des Originalvideos lobte El Gore die „bewundernswerte Hingabe der Filmemacher, das Video als tatsächliches Found Footage auszugeben: Nach einer umfassenden Google-Suche kam das El Gore-Team zu dem Schluss, dass im Internet keine Informationen über seine Produktion verfügbar sind. Wir haben keine Ahnung, wer diesen Film gemacht hat oder wer in ihm spielt, was sicherlich zum unterschwelligen Kriechfaktor beiträgt“, wobei das „Schauspiel [A] ausgezeichnet ist, die Konversation anfühlt, natürliche [und] die [und] die [und] die natürliche Gespräche zu sein, [und] die Spannung [ist] tastbar [:] so gut wie in Genre und Medium“ sowie die Verwendung von Gillian Welchs My First Love (aus dem Film The Strangers aus dem Film 2008) als „unendlich gruselige Plattenschleife auf Das Radio“, neben anderen Clips, die im gesamten Film zufällig hinzugefügt wurden, als „die unheimliche Atmosphäre des Films erheblich verbessert und abgeschlossen ist, um den ‚Wirbelsäulenkurzer‘ zu beschreiben [als] zweifellos eines der besten Horror mit niedrigem Budget Filme, die ich [jemals] gesehen habe.“
The Ghost in My Machine lobte „No Through Road“ dafür, „den Ausdruck „hoffnungslos verloren“ auf eine ganz neue Ebene zu heben“, wobei Refinery29 die Verwendung von Schreien in der Serie lobte und empfahl, sie anzuschauen, um mit einer Decke (zum Schreien) „nachts wach zu bleiben“. Während Film School Rejects das Budget der Serie „ein Viertel knapp“ und die „zutiefst bizarre“ Prämisse anerkennt, lobt es No Through Road dennoch als „ein paar sehr schöne Schauer liefernd“ und weist auf die Verwendung eines langsamen Brennens hin, während er die Schauspielerei der Filme lobte: „Britische Teenager fühlen sich weitaus weniger nervig als amerikanische“, und fasste den ersten Teil abschließend als „einen gruseligen kleinen Film, der sich ein bisschen wie eine Lagerfeuergeschichte anfühlt“ zusammen.
Bustle beschrieb die „Weird-o“-Serie als „ein meisterhaftes Beispiel für exzellentes Storytelling mit kleinem Budget, das die Tatsache verdeutlicht, dass man nicht viel Geld braucht, um einen wirklich verrückten Film zu machen“, wobei „das erste Video ganz gut für sich steht“ und das Gefühl vermittelt, „nie wieder nachts nach Hause fahren zu wollen“.
Medium stufte die Serie als beste englische Web-Serie des Jahres 2018 ein und lobte das „schockierende Ende der ersten Episode“ und ihr „unruhiges“ Gefühl. Insgesamt beschrieb No Through Road „eine ziemlich coole und interessante Web-Serie, die sich nahtlos in einen Found-Footage-Film einfügt“.
TREMG beschrieb die Serie als „ein absolutes Muss, wenn Sie ein Fan von Horror im Found-Footage-Stil sind“, wobei „die Kameraarbeit und die Schauspielerei, die in dieses Projekt gesteckt wurden, äußerst beeindruckend sind und es einen Blick wert machen, wenn Sie in Halloween-Stimmung eintauchen“, indem Postize dieser Serie eine 8/10 für ihren „Störungsfaktor“ verleiht. Looper stufte die Serie auf Platz zwei ihrer Liste „The Best Original Horror On YouTube“ 2021 ein und lobte alle vier Teile von No Through Road als „wunderbar gruselige Videos, die jeden, der nach Horror hungert, befriedigen werden“, Mit Horror Obsessive lobte er den „unglaublich effektiven Gebrauch [im Grunde] genommen nichts als Dialog und ein paar gruselige Aufnahmen“ in der Serie.

## In anderen Medien
Der Audiokommentar des kanadischen übernatürlichen Horrorfilms von 2012 Grave Encounters 2, der von John Poliquin inszeniert und von den Vicious Brothers geschrieben wurde, schreibt den Schlusskill des Films zu, in dem eine Figur (Leanne Lapp) mit einer Videokamera aus der Perspektive der Kamera zu Tode geschlagen wird, bis zu den Filmemachern, die das gleiche Event in No Through Road stattfanden und von dem Konzept beeindruckt waren, um es anzupassen (unter Anspielungen auf mehrere andere beliebte Horrorfilme).
Über den Kommentar des Regisseurs für In Fear, einem britischen psychologischen Horrorfilm aus dem Jahr 2013, geschrieben und inszeniert von Jeremy Lovering, akkreditierte Liebhaber No Through Road (für das Chamberlain ursprünglich nicht in der Lage war) als Hauptquelle der Inspiration für die Haupthandlung und Prämisse des Films, was einem jungen Paar (Iain De Caestecker und Alice Englert) folgt, da sie nachts in einer Schleife zwischen zwei Straßenschildern in der irischen Landschaft gefangen sind, während er von einem unbekannten maskierten Angreifer (Allen Leech) verfolgt wird.
Ein nicht autorisiertes schwedisches Remake der Serie unter der Regie von Tobias Ohlsson wurde Ende 2019 für den "besten experimentellen Horrorfilmpreis" auf dem Horrorfilmfestival der Oregon Scream Week nominiert.